# Josef Tulka

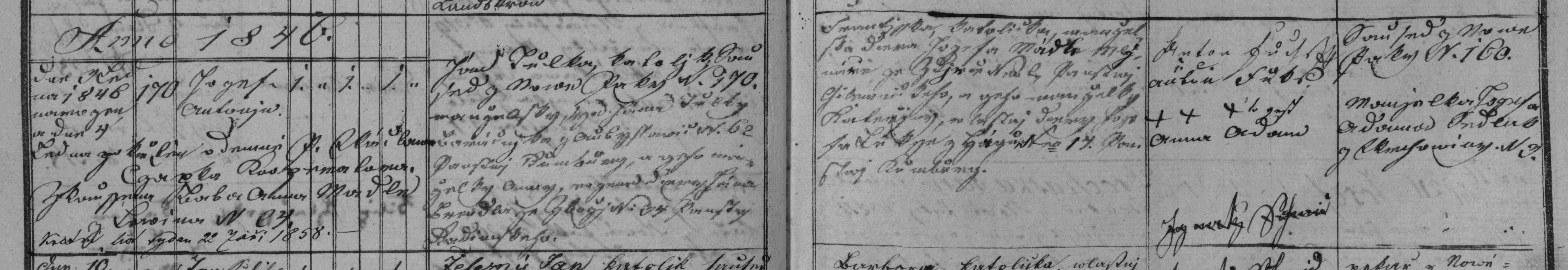
matriční zápis o narození a křtu Josefa Tulky (matrika N index N Nová Paka (SOA Zámrsk))

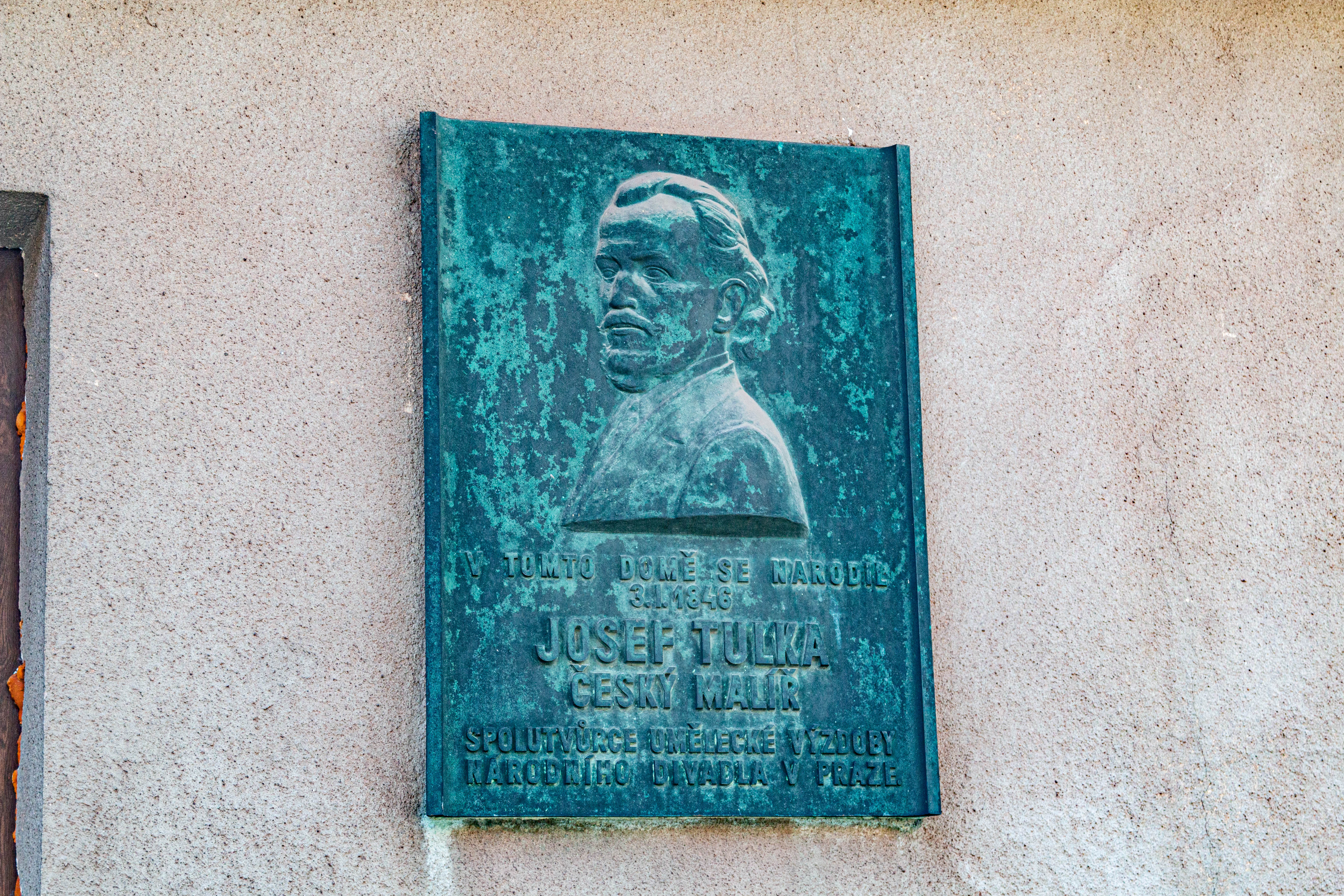
Nová Paka - pamětní deska malíře Josefa Tulky

Josef Tulka (3. ledna 1846 Nová Paka – neznámé datum a místo úmrtí, patrně 1882?, Itálie), byl český malíř patřící ke generaci Národního divadla.

## Život
Josef Tulka absolvoval gymnasium v Jičíně a v letech 1866–1875 studoval na pražské Akademii u Josefa Matyáše Trenkwalda. Od roku 1873 střídavě pobýval v Praze a na zámku Františka Xavera Horského z Horskýfeldu v Býchorech, kde byl učitelem kreslení. Za studií na akademii v Praze musil se Tulka těžce probíjeti, protože z domova žádné podpory nedostával. Obstojný výdělek nalezl ve fotografickém závodě H. Eckerta na Újezdě na Malé straně, pro nějž retušoval a koloroval fotografie. Tam se seznámil s mladičkou dívkou Augustou Brzorádovou (1851–1940), dcerkou kdysi zámožné rodiny Karla Brzoráda (1813–1871), majitele velkostatku v Lochkově u Prahy. Za styků v atelieru Eckertové vyvinul se milostný poměr, který trval až do Tulkova zmizení; ohlasem čisté lásky obou mladých lidi jest objemný svazek dopisů Tulkových z let 1873 až 1879. Tulka také pracoval v Thunovském paláci v Praze a po tři roky ve Vídni. Když uspěl v soutěži na výzdobu Národního divadla, podnikl studijní cestu do Itálie a navštívil Terst, Benátky, Padovu, Florencii, Perugii, Orvieto a Řím. Po požáru Národního divadla v roce 1882 propadl osobní krizi, zničil své texty a malířské skici a odešel nejprve na Moravu s úmyslem vstoupit do kláštera. Později se vydal do Itálie a rodině sdělil, že si vše rozmyslel a chce cestovat a studovat staré mistry. Jeho stopa mizí v Padově.

## Dílo
Tulka po studiích působil jako učitel kreslení. Na doporučení profesora Trenkwalda získal zakázku na výzdobu vstupní části Thunovského paláce na malé Straně (cyklus Lidský život) a později, když se jeho profesor vrátil do Vídně, pracoval po tři roky na malbách na skle pro Votivní kostel ve Vídni (spolu s Františkem Ženíškem, Maxem Pirnerem a Felixem Jeneweinem).
V roce 1875 spolupracoval s Antonínem Wiehlem na malířské výzdobě Olivova domu čp. 1032/14 v Divadelní ulici. Roku 1879 uspěl v soutěži na výzdobu Národního divadla v Praze a je autorem pěti fresek v lunetách lodžie (Poesie dává lidstvu bohy. Láska mateřská a láska milenců. Poesie, štěstí a žal. Píseň utlačené svobody. Vlastenectví). Požár divadla roku 1881 lunety nezničil a při opravách v 50. letech se je podařilo očistit a restaurovat. Náhradní mozaiky vytvořené Maxem Švabinským byly proto instalovány ve zdi Colloredovy kolonády v Kroměříži. Velké soubory Tulkových kreseb, převážně studií detailů lidské postavy, se zachovaly v regionálních galeriích.

### Zastoupení ve sbírkách
- Galerie výtvarného umění v Ostravě
- Galerie moderního umění v Hradci Králové
- Oblastní galerie v Liberci
- Památník národního písemnictví

## Galerie

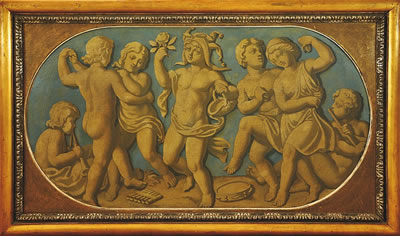
Josef Tulka - Alegorie hudby
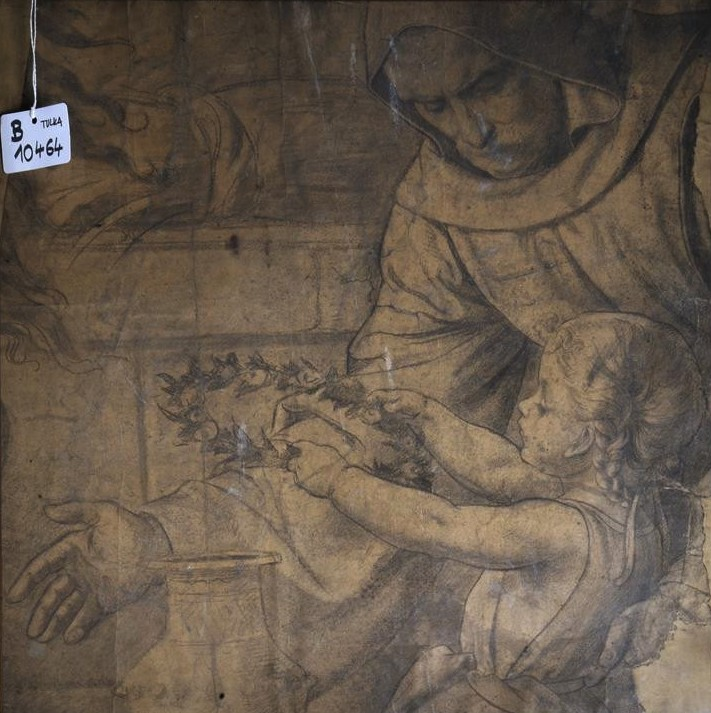
Josef Tulka - Poesie národu bohy dávající